# Irans ekonomi
Irans ekonomiska ryggrad är olje- och naturgastillgångarna, som finns främst i sydväst vid Persiska viken. Reserverna är bland de största i världen, men inrikespolitisk oro och kriget mot Irak lamslog oljeproduktionen och sjunkande världsmarknadspriser har undergrävt Irans ekonomi. Oljan, som till 1973 kontrollerades av utländska (brittiska och amerikanska) intressen, svarar ändå för mer än 90 % av exporten. Med hjälp av oljeinkomsterna och utländska investeringar inledde shahen på 1970-talet en snabb industriutbyggnad och modernisering av samhället, men mötte kritik för att han gav kvinnor rättigheter och stramade åt prästernas inflytande. 
Efter revolutionen 1979 bröt den shiamuslimska regimen med västvärlden. Näringslivet nationaliserades och centralstyrdes hårt, men stagnerade efter en tid. Landets ålderdomliga jordbruk, som sysselsätter mer än 1/3 av befolkningen, har försummats och man måste importera stora mängder livsmedel. Främst produceras vete, ris, socker, bomull, frukt och dadlar. Boskapsskötseln är viktig (getter och får). Landet har sedan gammalt ett högtstående konsthantverk, bl.a. tillverkning av mattor.